# Долна Лотарингия
Долна Лотарингия (на латински: Lotharingia Inferior) е херцогство, васално на Свещената Римска империя, съществувало през 959 – 1090 година.
Създадено през 959 година с разделянето на Херцогство Лотарингия, то постепенно се разпада, като на негово място се появяват множество самостоятелни владения. През 1190 година територията му е ограничена до част от владенията на херцозите на Брабант, които продължават да използват титлата херцог на Лотарингия (Лотие) до края на XVIII век.

## Херцози
- 959 – 964: Годфрид I, граф на Хенегау
- 964 – 977: няма
- 977 – 992: Карл, претендент за трона на Франция
- 992 – 1012: Отон, син на Карл
- 1012 – 1023: Годфрид II, граф на Вердюн
- 1023 – 1044: Готелон I, маркграф на Антверпен, херцог на Горна Лотарингия, брат на Годфрид II
- 1044 – 1046: Готелон II, син на Готелон I
- 1046 – 1065: Фредерик, граф на Малмеди
- 1065 – 1069: Готфрид III Брадати, граф на Вердюн, маркграф на Антверпен, херцог на Горна Лотарингия, син на Готелон I
- 1069 – 1076: Готфрид IV Гърбави, син на Годфрид IV
- 1076 – 1088: Конрад, маркграф на Торино, крал на римляните, крал на Италия
- 1088 – 1096: Годфрид V Буйонски, граф на Буйон, владетел на Йерусалим, племенник на Готфрид IV
- 1101 – 1106: Хенрих Лимбургски, граф на Лимбург и Арлон, внук на Фредерик
- 1106 – 1125: Годфрид VI Смели, граф на Льовен, ландграф на Брабант, маркграф на Антверпен
- 1125 – 1138: Валрам Лимбургски, херцог на Лимбург, граф на Арлон, син на Хендрик Лимбургски
- 1138 – 1140: Годфрид VI Смели
- 1140 – 1143: Годфрид VII, граф на Льовен, ландграф на Брабант, маркграф на Антверпен, син на Годфрид VI Смели
- 1142 – 1190: Годфрид VIII, граф на Льовен, ландграф на Брабант, маркграф на Антверпен, син на Годфрид VII

След 1190 година титлата херцог на Долна Лотарингия (херцог на Лотие) се използва от херцозите на Брабант.